# Marie Wolf
Marie Wolf, auch Maria Wolf (* 20. April 1868 in Sommeri; † 28. Februar 1935 in Frauenfeld), war eine Schweizer Unternehmerin und Instrumentenbauerin mit einer Blasinstrumentenfabrik in Frauenfeld.

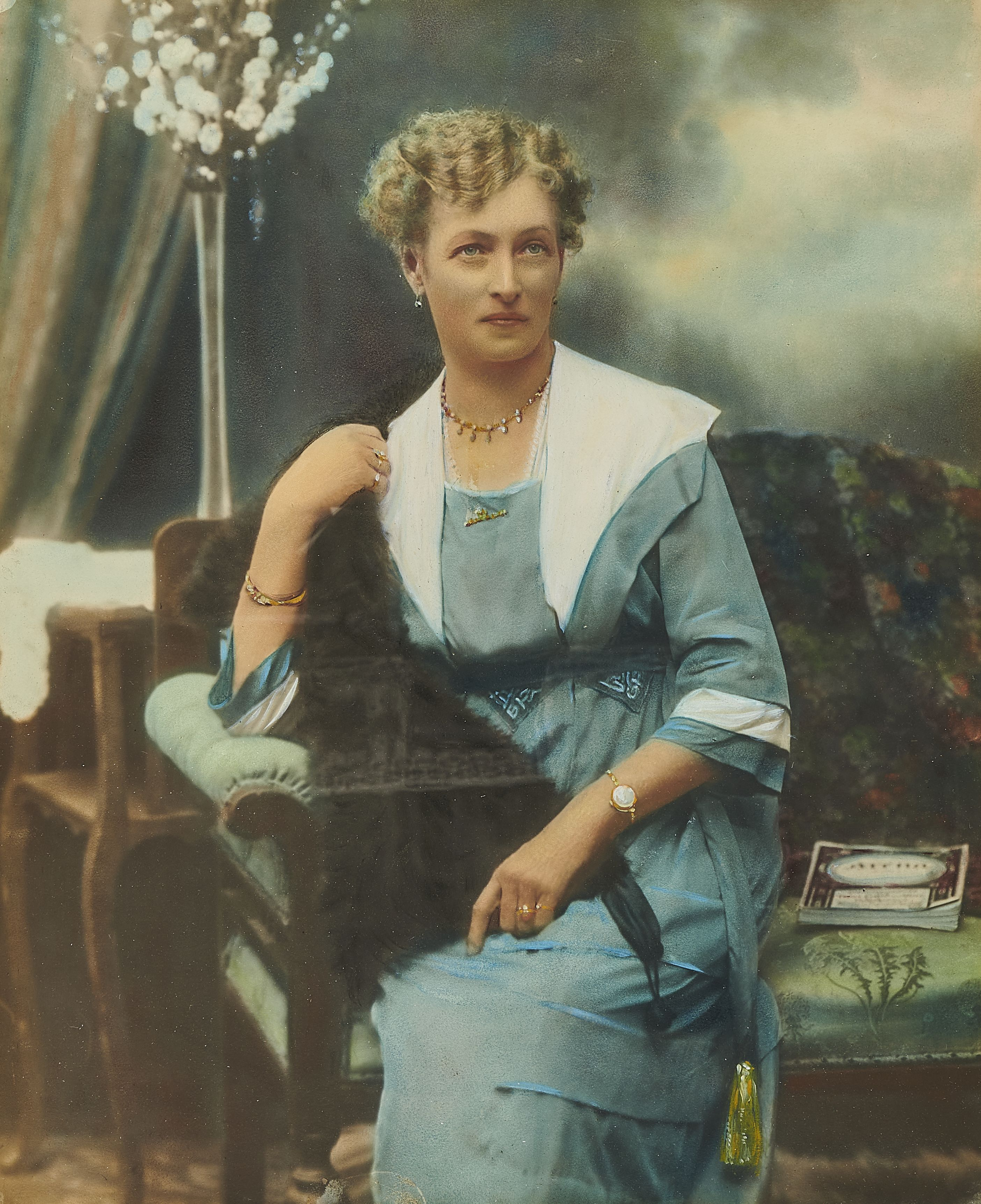
Marie Wolf (um 1920)

## Kindheit und Jugend
Marie Wolf war die uneheliche Tochter von Maria Lötscher. Über ihren Vater ist nichts bekannt. Es lässt sich nicht klären, ob Marie Wolf die leibliche Tochter von Johann Wolf (Wolff) war. Dieser heiratete 1880 Maria Lötscher in Mailand, nachdem er sich im gleichen Jahr von Karoline Kronenberg, mit der er zwei Kinder hatte, hatte scheiden lassen. Es ist wahrscheinlich, dass daraufhin Marie den Namen Wolf und seinen Bürgerort angenommen hat. In Frauenfeld war die Familie Wolf ab 1880 gemeldet. Die Familie wohnte und arbeitete ab 1885 an der Thundorferstrasse 18, wo noch heute das sogenannte «Trompetenhüsli» steht. Über Marie Wolfs Kindheit und Jugend ist nicht viel bekannt, auch nicht, ob sie eine Lehre als Instrumentenbauerin absolviert hat. Es wird davon ausgegangen, dass sie sich sehr oft in der Werkstatt von Johann Wolf aufgehalten und sich so das Wissen über den Instrumentenbau angeeignet hat.

## Blasinstrumentenfabrik M. Wolf
Die Firma Wolf war unter der Leitung von Marie Wolf weit bekannt und erfolgreich. Neben anderen Blechmusikinstrumentenherstellern wie Hirsbrunner (Sumiswald und Aarau) und Cyprian (Aarau) gehörte sie zu den führenden Schweizer Unternehmen. Die Firma war an mehreren Ausstellungen vertreten, zum Beispiel an der Schweizerischen Landesausstellung 1883, 1889 an der Weltausstellung Paris, 1893 an der Gewerbeausstellung Frauenfeld oder 1896 an der Landesausstellung in Genf. 1906 meldete Marie Wolf ihre Firma unter dem Namen «M. Wolf, Musikinstrumentenfabrikation» beim Handelsregisteramt an. Für ihre Instrumente wurde die Firma mehrmals ausgezeichnet.
Über 210 Instrumente der Firma M. Wolf gehören heute zur Sammlung des Wolf-Blasmusikinstrumenten-Museums. Weitere Instrumente befinden sich im Klingenden Museum Bern, im Historischen Museum Thurgau, im Musée de la musique in Paris und im Instrumentenmuseum der St Cecilia’s Hall in Edinburg. Auf den Instrumenten der Firma wird noch heute musiziert.
Die Firmengründung lässt sich auf das Jahr 1879 zurückverfolgen, da dies im Briefkopf auf zwei Briefbögen des Bürgerarchivs Frauenfeld vermerkt wurde. Als 1889 der Stiefvater von Marie Wolf, Johann Wolf, starb, übernahm sie als 18-Jährige zusammen mit ihrer Mutter und zwei Gehilfen die Fabrikleitung. Nach dem Tod ihrer Mutter 1893 führte die 26-jährige Marie Wolf das Geschäft zusammen mit dem frisch eingetretenen 18-jährigen Werkstattleiter Rudolf Walenta (* 10. April 1875 in Graslitz (CZ), † 7. Juli 1933) weiter. Aufgrund seiner Herkunft baute die Firma in böhmischer Tradition. Die jüngere Schwester von Rudolf Walenta, Maria Walenta, zog ebenfalls nach Frauenfeld. Sie führte sehr wahrscheinlich den Haushalt der Familie Wolf und lebte bis zu ihrem Tod am 27. Mai 1961 im «Trompetenhüsli». Maria Wolf hat dies so in ihrem Testament verfügt, wie auch die Gründung eines Wolf-Walenta-Fonds.
Bekannt war die Firma M. Wolf hauptsächlich für ihre Schallstücke. 1894 liess Marie Wolf ein «Neues Zylinderventil für Blechmusikinstrumente» patentieren. Die anderen Teile sowie auch die ganzen Instrumente wurden hauptsächlich in Tschechien hergestellt. Das Fertigstellen einer einzelnen Trompete benötigte zehn Arbeiter. Die importierten Teile und Instrumente wurden in Frauenfeld zusammengesetzt. Die Firma übernahm die Produktion für ganze Musikgesellschaften sowie auch für die Schweizer Armee. Es wurden Trompeten, Posaunen, Tuben und Hörner produziert. Die Instrumente wurden mit dem Firmennamen «M. Wolf, Musikinstrumentenfabrikant Frauenfeld» graviert.

## Würdigung
Von 1989 bis 2001 wurden Beiträge aus dem Wolf-Walenta-Fonds an das Jugendmusikkorps und die Jugendmusikschule ausbezahlt. Der Hauptzweck der Stiftung – ein Springbrunnen und ein Musikpavillon im Frauenfelder Burstelpark – konnte nur teilweise erfüllt werden. Da für eine Musikbühne kein Bedarf mehr bestand, wurde 1975 im Park ein Wasserspiel errichtet. Im Jahr darauf kam zu Ehren von Marie Wolf die Bronzeplastik Mutter und Kind von Ursula Weber-Fehr dazu.
Marie Wolfs Wirken als Geschäftsfrau und Instrumentenbauerin wurde 2007 im Rahmen der Ausstellung Sie stellten ihren Mann – Instrumentenfabrikantin Marie Wolf und Fotografin Martha Gubler im Historischen Museum Thurgau gewürdigt. Begleitend hielt Ausstellungskurator Alexander Leumann den Vortrag Marie Wolf – eine fast vergessene Frauenfelderin.
Das 1545 erbaute Gebäude an der Thundorferstrasse 18 in Frauenfeld wurde 2019/2020 renoviert, nachdem es 50 Jahre unbewohnt gewesen war. Auf die Funktion als ehemalige Blasinstrumentenwerkstatt verweist der Name «Trompetenhüsli», der sich auch an der Hausfassade findet. Im ganzen Haus sind Instrumente der Firma M. Wolf aus der Sammlung von Beat Wyss ausgestellt.